# Уиллмор, Томас Джеймс
Томас Джеймс Уиллмор (англ. Thomas James Willmore, 16 апреля 1919 года — 20 февраля 2005 года) — английский математик, специализировался в области геометрии.

## Биография
Учился в Королевском колледже Лондона, после окончания которого в 1939 году стал читать там лекции, но с началом Второй мировой войны стал научным сотрудником в RAF Cardington, главным образом занимаясь защитой от воздушных шаров. Во время войны он нашел время написать докторскую диссертацию по релятивистской космологии и получил докторскую степень в Лондонском университете в 1943 году.
С 1946 года начал читать лекции в Даремском университете.
В соавторстве с Артуром Джеффри Уолкером и Х. С. Русе написал и издал монографию «Гармонические пространства» (1953). В 1954 году перешёл в университет Ливерпуля, где присоединился к Уокеру, возможно после конфликта с коллегой, отказавшимся заказывать немецкие учебники из-за того, что был ранен на Первой мировой войне.
В 1965 году Уиллмор вернулся в Дарем, где стал профессором чистой математики. Он был избран вице-президентом Лондонского математического общества в 1977 году, и этот пост занимал в течение двух лет. За это время он был избран членом Королевской академии наук и искусств Бельгии.
В 1984 году после того, как трижды занимал должность заведующего кафедрой математики в университете, вышел в отставку.

## Научные интересы
Гипотеза Уиллмора
Функционал Уиллмора
Энергия Уллмора

## Память
В Даремском университете в память Уиллмора установлена скульптура «Поверхность Уиллмора».